# The Blood Red Tape of Charity
The Blood Red Tape of Charity é um curta-metragem norte-americano de 1913, do gênero drama, dirigido por Edwin August, produzido por Pat Powers e estrelado por Lon Chaney. O filme mudo é agora considerado perdido.